# Nueva Zelanda en los Juegos Olímpicos de Moscú 1980
Nueva Zelanda estuvo representada en los Juegos Olímpicos de Moscú 1980 por un total de 4 deportistas que compitieron en 2 deportes.  
El portador de la bandera en la ceremonia de apertura fue el pentatleta Brian Newth. El equipo olímpico neozelandés no obtuvo ninguna medalla en estos Juegos.